# شهرك وحدت إسلامي
شهرك وحدت إسلامي (بالفارسية: شهرک وحدت اسلامی) هي قرية تقع في غلستان في إيران. يقدر عدد سكانها بـ 1,441 نسمة .